# Rudolf Tobien
Rudolf Tobien († 1942) war ein deutscher Eishockeyspieler und seit 1988 Mitglied der Hall of Fame des deutschen Eishockeymuseums.

## Karriere
Rudolf Tobien spielte für den Berliner SC und holte mit ihm 1936 die Meisterschaft. Später wechselte er zur Düsseldorfer EG.
International spielte er für die deutsche Eishockeynationalmannschaft bei den Eishockey-Weltmeisterschaften 1938 und 1939, wo er als Verteidiger eingesetzt wurde.